# Tarauacá (ort)
Tarauacá är en ort i Brasilien.   Den ligger i kommunen Tarauacá och delstaten Acre, i den västra delen av landet, 2 600 km väster om huvudstaden Brasília. Tarauacá ligger 173 meter över havet och antalet invånare är 16 526.
Terrängen runt Tarauacá är platt.
I omgivningarna runt Tarauacá växer i huvudsak städsegrön lövskog. Trakten runt Tarauacá är nära nog obefolkad, med mindre än två invånare per kvadratkilometer.